# ماکیا (جیاره)
ماکیا (به ایتالیایی: Macchia) یک منطقهٔ مسکونی در ایتالیا است که در جیاره واقع شده‌است. ماکیا ۱۷۳ متر بالاتر از سطح دریا واقع شده‌است.